# Речников
Речнико́в — посёлок в Иссадском сельском поселении Волховского района Ленинградской области.

## История

Посёлок Речников на топографической карте РККА 1941 года

Согласно топографической карте РККА 1941 года посёлок назывался Гутово и насчитывал 3 двора. В посёлке находилась переправа через Волхов.
Как посёлок Речников он учитывается областными административными данными в составе Иссадского сельсовета Новоладожского района с 1 января 1950 года.
С 1955 года посёлок назывался Улица Речников.
В 1958 году население посёлка Улица Речников составляло 270 человек.
С 1963 года в составе Волховского района.
По данным 1966, 1973 и 1990 годов посёлок вновь назывался Речников и также входил в состав Иссадского сельсовета.
В 1997 году в посёлке Речников Иссадской волости проживали 65 человек, в 2002 году — 69 человек (русские — 96 %).
В 2007 году в посёлке Речников Иссадского СП — 64.

## География
Посёлок расположен в северной части района к югу от города Новая Ладога на автодороге Р21 (E 105) «Кола» (Санкт-Петербург — Петрозаводск — Мурманск).
Расстояние до административного центра поселения — 3 км.
Расстояние до ближайшей железнодорожной станции Волховстрой I — 22 км.
Посёлок находится на левом берегу реки Волхов.

## Демография
| 2002 | 2007 | 2010 | 2017 |
| ---- | ---- | ---- | ---- |
| 69   | ↘64  | ↗82  | ↗96  |

### Национальный состав
Согласно данным Всероссийской переписи населения 2021 года в посёлке проживали 65 человек, из них:
 русские — 63, украинцы — 1, один человек национальность не указал.

## Улицы
1 Мая, Дачная, Новая, Октября, Победы, Речная, Солнечный переулок.